# J. B. Hunt
J.B. Hunt Transport Services, Inc. (NASDAQ: JBHT

) er en amerikansk transport- og logistikvirksomhed med hovedkvarter i Lowell, Arkansas. Den blev etableret af Johnnie Bryan Hunt og Johnelle Hunt i Arkansas i 1961. J.B. Hunt har primært transport med sættevogne. De har ca. 29.000 ansatte og over 12.000 lastbiler. Deres materiel består af over 145.000 sættevogne og containere.